# LVR-Industriemuseum Solingen – Gesenkschmiede Hendrichs
Die Gesenkschmiede Hendrichs ist ein Standort des LVR-Industriemuseums in Solingen. Von 1886 bis 1986 wurden hier Scheren-Rohlinge geschmiedet und teilweise weiterverarbeitet. Die Gesenkschmiede ist ein Ankerpunkt der Europäischen Route der Industriekultur (ERIH) und Teil des Netzwerkes Industriekultur Bergisches Land.

## Geschichte

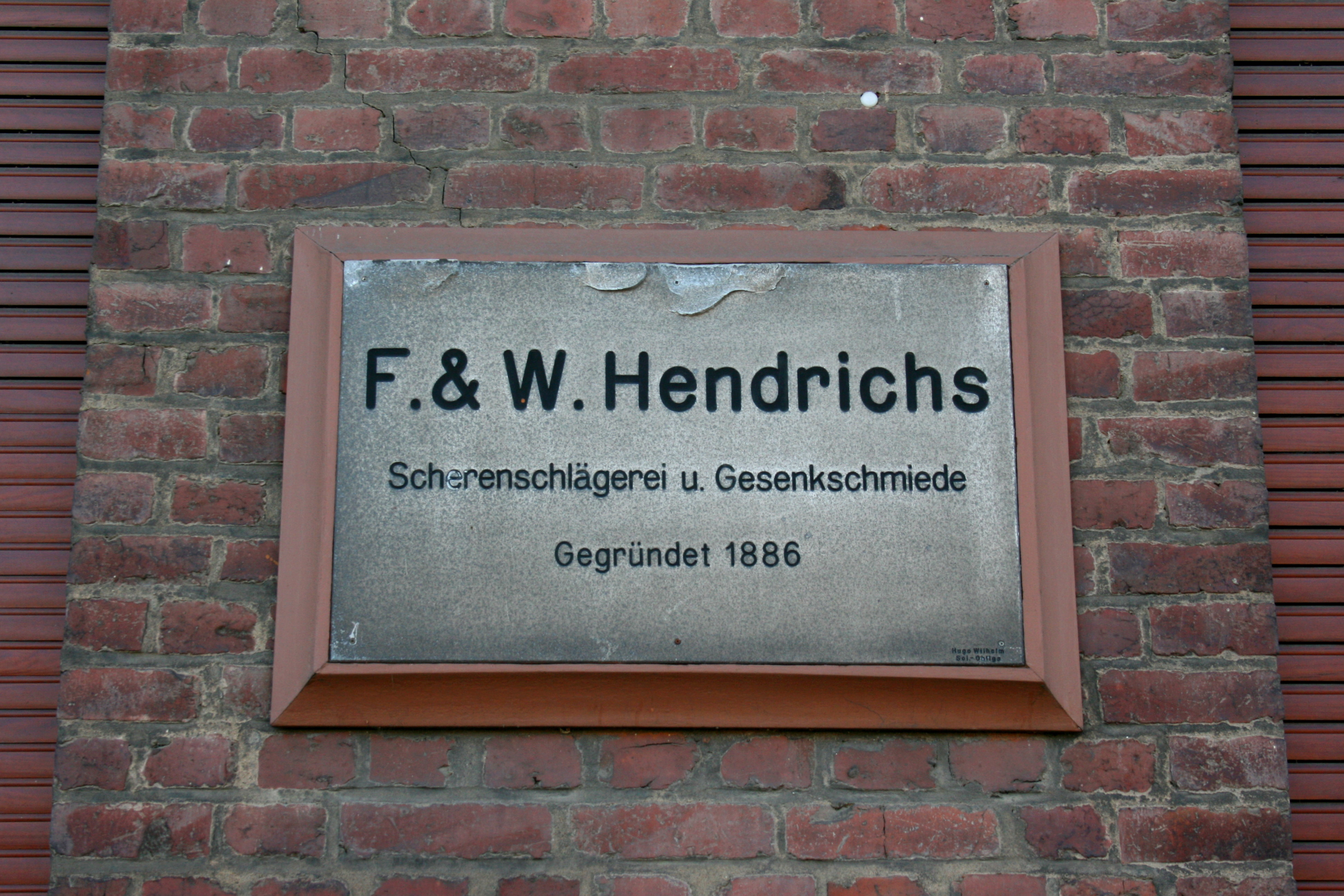
Firmenschild (Foto: 2009)

Begünstigt durch die vielen Wasserläufe im Bergischen Land und die zahlreichen Wälder, die ausreichend Holzkohle lieferten, sowie durch die Nähe zu Erzgruben im Siegerland bildete sich schon im Mittelalter im Raum Solingen das Klingengewerbe, das sich im Laufe der Jahrhunderte zu einem umfassenden Schneidwarengewerbe weiterentwickelte. Im letzten Drittel des 19. Jahrhunderts erlangte die Solinger Schneidwarenindustrie eine führende Position auf dem Weltmarkt.

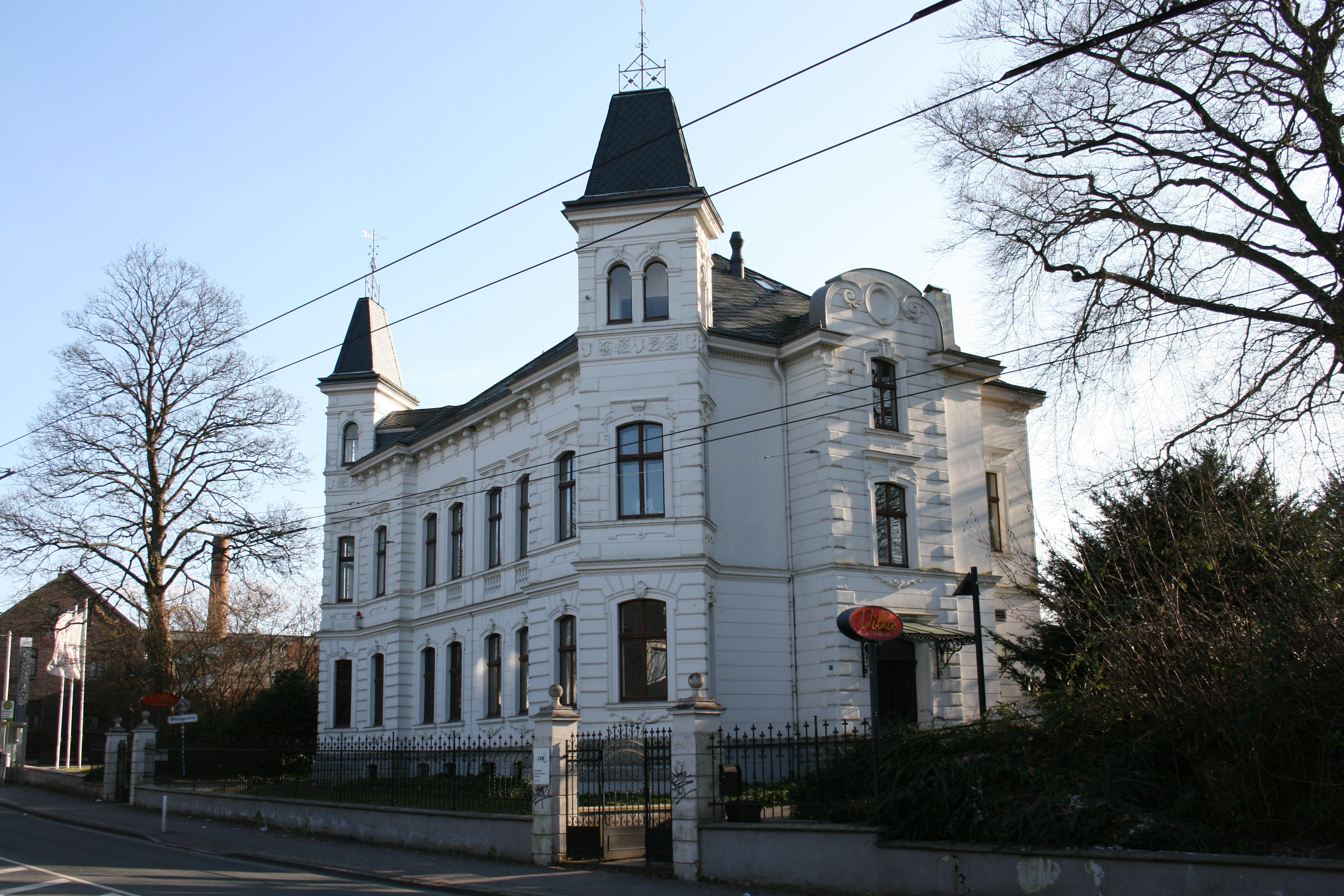
Villa der Besitzer (2009)

1886 gründeten die Brüder Peter und Friedrich-Wilhelm Hendrichs die Gesenkschmiede in Solingen-Merscheid. Finanzielle Unterstützung erhielten sie von der Maschinenfabrik Kieserling & Albrecht, die stille Teilhaberin wurde. Die Unternehmensgründer waren motiviert durch die zunehmende Mechanisierung des Schmiedevorgangs. Die Gesenkschmiede Hendrichs sollte sich binnen weniger Jahrzehnte zu einer der größten Solinger Gesenkschmieden mit insgesamt 33 Hämmern entwickeln. In der zweiten Hälfte des 19. Jahrhunderts wurde der Schmiedeprozess in Solingen vollständig vom Handschmieden auf das mechanisierte Gesenkschmieden umgestellt. Die Gesenkschmiede Hendrichs darf als typisches Beispiel für diese Entwicklung angesehen werden. Die zahlreichen Gesenkschmieden erzeugten die Rohware, die dann auf traditionelle Weise in kleinen Handwerks- bzw. Heimarbeiterbetrieben weiterverarbeitet d. h. zum Beispiel gehärtet, geschliffen und montiert wurden.

### Aufbau der Gesenkschmiede Hendrichs

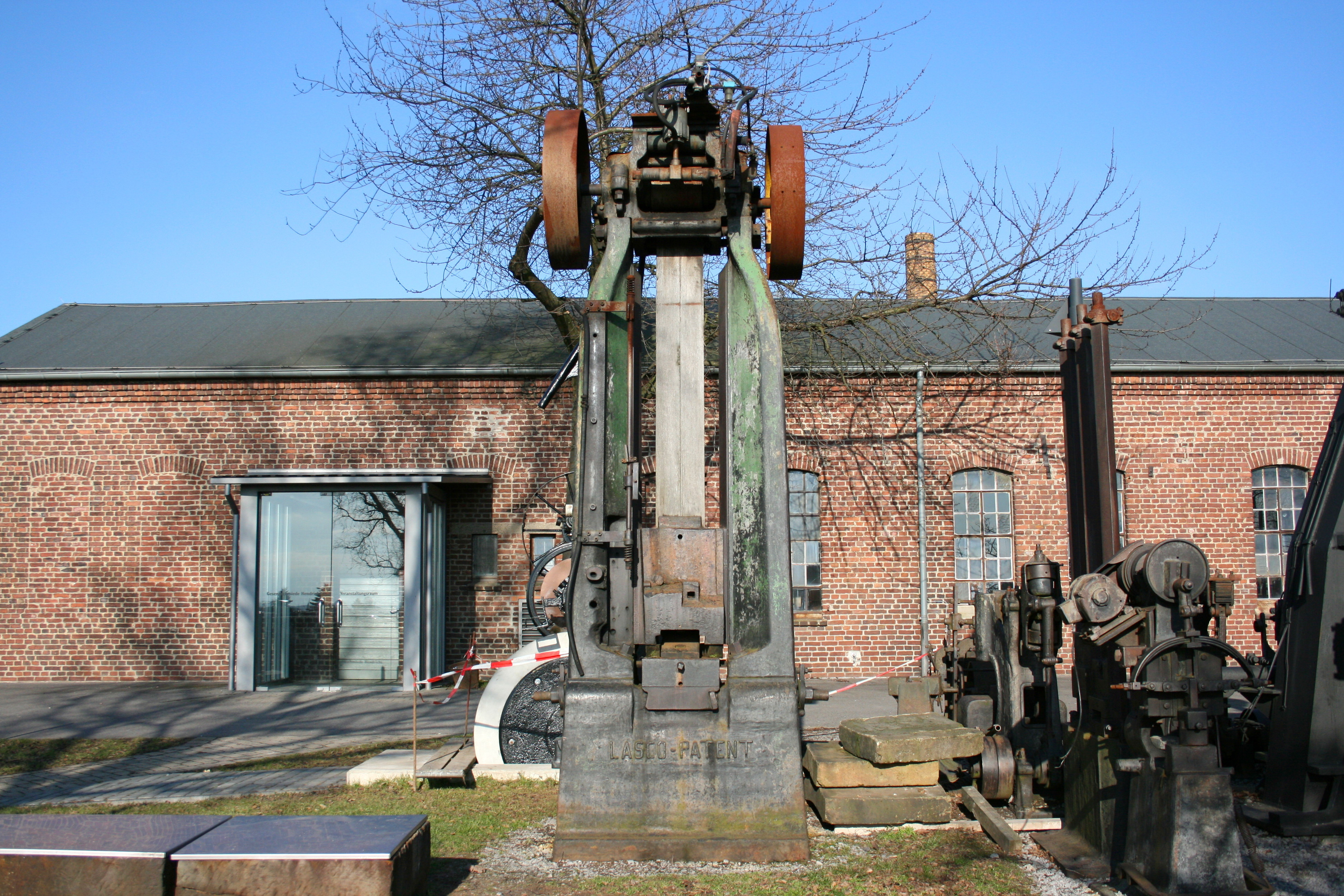
Schmiede (2009)

Wie viele Gesenkschmieden, so bestand auch die Gesenkschmiede Hendrichs im Wesentlichen aus vier Abteilungen:
1. Spalterei, in der das Rohmaterial, lange Stahlruten von 4 bis 6 m Länge, an schweren Pressen auf Maß geschnitten werden.
2. Der Schmiede, in der die Rohlinge im Gesenk geschlagen werden und dabei ihre Form erhalten.
3. Der Schneiderei, in der anschließend das überflüssige Material – der Flügel – abgetrennt wird.
4. In der Werkzeugmacherei werden die Werkzeuge zum Schmieden (Gesenke) und Entgraten (Schnitte) hergestellt.

Die Maschinerie wurde  über Transmission betrieben, deshalb wurden ein Kesselhaus und ein Maschinenhaus für die Dampfmaschine benötigt. 1956 wurde diese durch einen Dieselmotor ersetzt. Hierzu kamen Lager für die Rohlinge und die Werkzeuge. Die Gesenkschmiede Hendrichs war eine Dampfschleiferei, in der selbständige Schleifer (Heimarbeiter) einen Arbeitsplatz gemietet hatten.

### Ende der Gesenkschmiede Hendrichs
Bedingt durch die schwere Krankheit von Peter-Wilhelm Hendrichs, einem Enkel der Firmengründer, ging die Zahl der Beschäftigten nach dem Zweiten Weltkrieg von etwa 60–70 in den 1950er Jahren auf schließlich acht zurück. Nach seinem Tod 1974 führte die Witwe Luise Hendrichs die Geschäfte weiter. Sie war dabei auf der Suche nach einer Möglichkeit, den Betrieb ohne harte Konsequenzen für die Beschäftigten auslaufen zu lassen. In dieser Situation erwies sich das Angebot des LVR, die Gesenkschmiede mitsamt den Beschäftigten zu übernehmen, als Glücksfall.

## LVR-Industriemuseum Solingen
1986 stellte die Firma Hendrichs – hundert Jahre nach ihrer Gründung – die Betriebstätigkeit ein. Der Landschaftsverband Rheinland (LVR) erwarb die Fabrik inklusive des kompletten Inventars und der anliegenden Fabrikantenvilla. Die verbliebenen Beschäftigten wurden vom Museum übernommen, arbeiteten anschließend im Schaubetrieb und produzieren weiterhin.
Die Gesenkschmiede erfüllte bei ihrer Schließung weder die Sicherheitsanforderungen an einen modernen Betrieb noch an eine Einrichtung mit Publikumsverkehr. Außerdem musste eine Museums-Infrastruktur in die Fabrik eingebaut werden. Der Landschaftsverband Rheinland finanzierte daher mit 2,0 Millionen DM und das Land NRW mit 15 Millionen DM Fördergeldern die Renovierung zum Museum. So blieb der denkmalgeschützte Charakter der Fabrik mit seiner Arbeitsatmosphäre erhalten. Im März 1999 erfolgte die offizielle Neueröffnung.

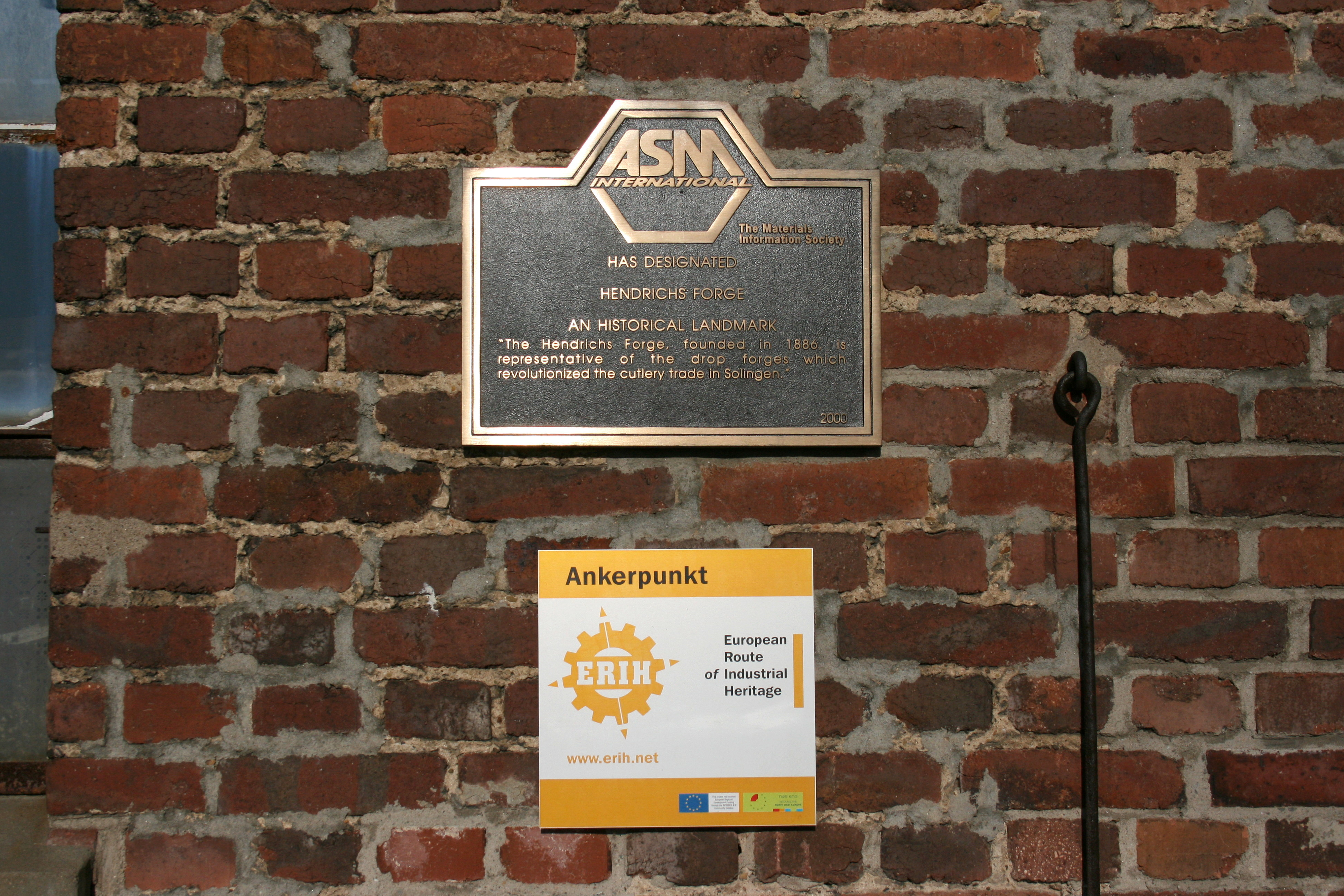
Industriekultur (Foto: 2009)

Alle Maschinen, die Fallhämmer, Pressen und Fräsmaschinen, alle Werkzeuge und die Werkbänke für die Werkzeugmacher sind noch komplett vorhanden. Selbst der Umkleideraum mit den alten Spinden, der Waschraum mit der langen Reihe drehbarer Waschschüsseln, das Maschinenhaus oder das Kontor mit der klappernden Schreibmaschine wurden erhalten. Auch die Firmenvilla der Unternehmerfamilie wurde in das Museum integriert.

### Bestandteile der Dauerausstellung
In der ehemaligen Gesenkschmiede Hendrichs, mit mehr als 3.500 m² Ausstellungsfläche, werden auch heute immer noch Scherenrohlinge hergestellt. In der Werkzeugmacherei werden die Gesenkwerkzeuge für die Scherenformen mit Maschinen und am Schraubstock bearbeitet. Die Weiterverarbeitung der Scherenrohlinge – das Härten, das Schleifen und das Zusammensetzen – wird in ehemaligen, noch betriebsfähigen Heimarbeiter-Werkstätten, die in die Ausstellung integriert wurden, gezeigt. Weitere Abteilungen veranschaulichen die Mechanisierung des Schleifens und erläutern die Arbeit in der Schneidwarenproduktion.
Die herrschaftliche Firmenvilla von 1896 bietet darüber hinaus Einblicke in die bürgerliche Lebenswelt der Fabrikantenfamilie. Hier befindet sich auch das Restaurant des Museums mit Wintergarten. Die Gartenanlage mit altem Baumbestand wird im Sommer von den Betreibern als Biergarten genutzt. Das Restaurant wird zurzeit mit griechischer Küche betrieben und steht den Besuchern des Museums offen (Stand August 2014).

### Museumspädagogik und Veranstaltungen
Das LVR-Industriemuseum Solingen hat ein umfangreiches, nach Jahrgangsstufen und Schulformen differenziertes, museumspädagogisches Angebot. Das Programm wird durch besondere Angebote für Kinder und Familien ergänzt, wie zum Beispiel das Puppentheater „Am laufenden Band“, die Ausrichtung von Kindergeburtstagen oder spezielle Familiensonntage, Schmiedeworkshops und Kreativworkshops.
Neben Sonntagsführungen, Themenführungen, Kinderführungen oder auch Mundartführungen veranstaltet das Museum regelmäßig industriegeschichtliche Exkursionen und Betriebsbesichtigungen, gelegentlich auch Vorträge, Konzerte, Lesungen oder Diskussionsveranstaltungen. Neben dem jährlichen Museumsfest bildet der MesserGabelScherenmarkt mit einer Produktschau von über 25 Solinger Herstellern in jedem Herbst einen Programmhöhepunkt.

### Industriekulturstationen
Die Solinger Schneidwarenindustrie wurde durch ihre dezentrale arbeitsteilige Struktur geprägt. Das LVR-Industriemuseum Solingen betreibt und unterstützt im Rahmen eines Partnernetzwerkes eine Reihe  von Industriekultur-Stationen im Stadtgebiet.

#### Wipperkotten
Die geschmiedeten Rohlinge wurden seit dem Mittelalter mit Hilfe der Wasserkraft geschliffen. Der Wipperkotten an der Wupper ist der letzte original erhaltene Solinger Schleifkotten. In der Doppelkottenanlage arbeiten noch Heimarbeiter an durch das Wasserrad angetriebenen Schleifsteinen. In einer Ausstellung wird die Geschichte des Kottens und des Schleiferberufs dokumentiert.

#### Loosen Maschinn
Der technische Fortschritt ermöglichte es den Schleifern, sich unabhängig von der Wasserkraft zu machen. Seit den 1850er Jahren entstanden in Solingen Dampfschleifereien, die Dampfmaschinen zum Antrieb der Schleifsteine nutzten. Auf dem Widderter Höhenrücken errichtete Ernst Loos 1888 eine der größten Solinger Dampfschleifereien. In dem dreigeschossigen Backsteinbau mit angrenzendem Maschinenhaus arbeiteten bis zu 183 Schleifer. Die von den Schleifer Loosen Maschinn (dem Loos seine Maschine) genannte Dampfschleiferei war bis 1990 in Betrieb. In dem für Wohn- und Gewerbezwecke umgebauten Gebäude gibt es einen Ausstellungsraum, in dem die Geschichte der Loosen Maschinn und der früher über 100 Solinger Dampfschleifereien gezeigt wird.

#### Taschenmesserreiderei Lauterjung
Der Reider, der Griff und Klinge eines Messers zusammen montiert, ist ein weiterer typischer Beruf der Schneidwarenindustrie. In der unweit der Müngstener Brücke im Ortsteil Krahenhöhe gelegenen Reiderei Lauterjung, die auf Taschenmesser spezialisiert war, kann in begrenztem Umfang die Originaleinrichtung der Werkstätte besichtigt werden. Der Kotten und das angrenzende ehemalige Wohnhaus sind ein beispielhaftes Ensemble der Solinger Heimindustrie, die die Solinger Hofschaften prägte.

#### Lieferkontor der Fa. Friedrich Abr. Herder
Die großen Solinger Schneidwarenunternehmen hatten Lieferkontore, in denen die Rohwaren an die Heimarbeiter ausgegeben wurden. Die zurück gelieferten bearbeiteten Stücke wurden dort entgegengenommen und kontrolliert sowie der Lohn ausgezahlt. Den Transport zwischen Kontor und Kotten übernahmen in der Regel die Ehefrauen oder Töchter der Heimarbeiter, die dabei einen Liëwermang genannten Korb auf dem Kopf trugen. In dem 1913 errichteten repräsentativen Verwaltungsgebäude  der Fa. Friedrich Abr. Herder in Höhscheid hat das LVR-Industriemuseum einen Lieferkontor rekonstruiert. Die Ausstellung in dem inzwischen als Gründerzentrum genutzten Gebäude zeigt den hohen Stellenwert der Heimarbeit für dieses Unternehmen. Elemente der originalen Einrichtung sind Liefertheken für verschiedene Produkte, Kassenschalter und eingepasste Sitzbänke für die wartenden Lieferanten. Daneben wird auf die Geschichte der Firma Herder und der Liefertätigkeit eingegangen.

#### Waschhaus Weegerhof
Heim- oder Fabrikarbeiter hatten oft stark verschmutzte Arbeitskleidung. Beim Bau der 185 Wohnhäuser der Siedlung Weegerhof in Höhscheid 1928 wurde eine zentrale Wäscherei als eine damals hochmoderne, sozial vorbildliche Gemeinschaftseinrichtung errichtet. Das noch bis 2005 genutzte Waschhaus ist in Deutschland die wohl einzige Anlage mit erhaltener Originalausstattung. Zu sehen sind nahezu unveränderte große, alte Waschmaschinen, voluminöse Schleudern, von Dampfspiralen durchzogene Kulissenschränken zum Trocknen der Wäsche und mächtige Dampfmangeln. Außerdem wird in einer Ausstellung die Geschichte des Waschens erläutert.

## Konzept des LVR-Industriemuseums
Der Schauplatz Solingen ist einer von insgesamt sieben Schauplätzen des LVR-Industriemuseums, die im Verbund ein einziges Museum bilden. In zum Teil denkmalgeschützten Fabriken wird am authentischen Ort die Geschichte der Industrie im Rheinland und der dort beschäftigten Menschen erzählt. Dabei stehen die zentralen Branchen Metall, Textil, Papier und Elektrizität im Mittelpunkt. Neben dem Schauplatz Solingen in der ehemaligen Gesenkschmiede Hendrichs sind dies:
- die Papiermühle Alte Dombach in Bergisch Gladbach,
- die Baumwollspinnerei Ermen & Engels in Engelskirchen,
- die Tuchfabrik Müller in Euskirchen,
- die Textilfabrik Cromford in Ratingen,
- die St.-Antony-Hütte in Oberhausen und
- die Zinkfabrik Altenberg in Oberhausen.

In Oberhausen befindet sich auch die Museumszentrale mit Direktion, das Sammlungsdepot, Bibliothek, Fotoarchiv und Werkstätten sowie die Siedlung Eisenheim mit dem dortigen Museum als Außenstelle. Gründer und Träger des LVR-Industriemuseums ist der Landschaftsverband Rheinland (LVR).